# 초거대퀘이사군
초거대퀘이사군(영어: Huge Large Quasar Group, Huge-LQG)은 거대 퀘이사군으로 불리는, 73개의 퀘이사로 구성된 실존 구조이거나, 유사구조이다. 길이가 약 40억 광년이다. 구조에 관한 몇가지 문제점이 있긴 해도, 초거대퀘이사군은 관측 가능한 우주에서 밝혀진 것 중 가장 크고 무거운 구조로써 발견되었다.

## 발견
2013년 1월 11일, 영국 프레스턴의 센트럴 랭크셔 대학교의 로저 G. 클로즈는 동료들과 함께 사자자리 부근에서 퀘이사들이 군집을 이루고 있음을 발표했다. 이들은 하늘의 주요 다중영상 촬영과 분광학적 적색편이 탐사인, 슬론 디지털 전천 탐사의 DR7QSO 목록의 데이터를 이용했다. 이들은 이 군집이 관측 가능한 우주에서 밝혀진 것 중 가장 거대한 구조라고 발표했다. 이 구조는 두 달의 검증 과정을 거쳐 발표되기 전인, 2012년 11월에 처음 발견되었다. 이 구조의 발표에 관한 뉴스는 세계적으로 뻗어나갔고, 과학 커뮤니티에서 큰 주목을 받았다.

## 특징
초거대퀘이사군은 최대 길이가 약 1.24 Gpc으로, 다른 부분은 370~640 Mpc인 것으로 추정되었고, 73개의 퀘이사를 포함하고 있다. 퀘이사는 물질을 흡수하고 있는 초대질량 블랙홀으로 추정되는, 매우 밝은 활동은하핵이다. 퀘이사는 우주에서 밀도가 높은 영역에서만 발견되기 때문에, 우주에서 물질의 과밀집을 찾는데 이용될 수 있다. 초거대퀘이사군은 약 6.1×1018 M☉의 속박질량을 가지고 있다. 또 이 거대퀘이사군은, 지구로부터 90억 광년 거리에 위치해 있음을 의미하는, 평균 적색편이가 1.27이기 때문에 처음에는 U1.27으로 이름 붙여졌었다.

## 우주 원리
이 구조에 관한 클로즈의 초기 발표에서, 그는 구조가 우주 원리를 부정한다고 보도했다. 우주 원리는 우주가 충분히 큰 규모에서, 거의 균일하다는 것을 나타낸다. 이는 우주에서 다른 영역들 사이의 물질의 밀도와 같은 수치들의 통계적인 변동이 매우 적음을 의미한다. 그러나, 균질성 규모를 초월하는 변동을 충분히 작다고 여길 수 있는 각각의 정의가 존재한다. 그리고 적당한 정의의 사용은 글의 맥락에 달려있다. 자스완트 야다프(Jaswant Yadav) 등은 우주의 프랙탈 차원에 기반하여 균질성 규모의 정의를 주장했는데, 이 정의에 따라서, 그들은 우주의 균질성 규모의 최대 한계가 260/h Mpc라고 결론지었다. 일부 연구는 이 정의에 따른 균질성 규모의 값을 측정하기 위한 시도로 70~130/h Mpc 범위에 이르는 값을 발견했다.
2003년에 발견된 슬론 장성은 길이가 423 Mpc이고, 위에서 정의된 균질성 규모보다 약간 크다.
초거대퀘이사군은 야다프 등의 균질성 규모의 최대 한계보다 세 배 길고, 폭은 그 두 배이다. 따라서 이는 거대 규모의 우주에 관한 우리의 이해에 대해 도전하기 위한 주장이었다.
그러나, 장거리 상관관계의 존재 때문에, 이는 균질성 규모보다 더 큰 규모만큼 확장된 우주에서, 은하 분포로부터 발견할 수 있는 구조인 것으로 알려져 있다.

## 논쟁
빌레필트 대학교의 세샤드리 나다투르(Seshadri Nadathur)는 초거대퀘이사군에 관해 좀 더 전반적인 연구를 했다. 더 자세한 연구 후에, 그는 클로즈가 거대군집에 관해 주장한 것과 반대로 새로 만든 지도에서 초거대퀘이사군 부근에서 퀘이사의 명확한 군집이 없었음을 보여주었다. 이 지도는 실제로 클로즈가 만든 것과 유사하다. 그러나 이 영역에 있는 모든 퀘이사를 포함했다. 퀘이사의 데이터에 관한 많은 통계적 연구를 행하고, 초거대퀘이사군의 구성원에서의 극단적인 변화를 찾고, 군집에서 변수의 작은 변화를 찾은 후에 그는 퀘이사의 무작위 조합으로부터 초거대퀘이사군 크기의 군집이 명확히 나타날 수 있는 확률을 측정했다. 그는 클로즈가 연구한 것과 동일한 크기의 10,000 개의 영역을 준비했고, 하늘에 있는 실제 퀘이사와 동일한 위치통계의 무작위로 분포된 퀘이사를 채워넣었다. 데이터는 야다프 등의 균질성 규모의 연구를 뒷받침하고 있었고 따라서 우주원리에 대한 도전은 없었다. 또한 연구는 하늘에서 다른 퀘이사와의 연관성을 보여주면서 초거대퀘이사군을 발견하는데 사용했던 클로즈의 통계적 알고리즘으로 초거대퀘이사군과 동일한 천 개 이상의 군집을 만들었다. 퀘이사가 우주의 밀한 영역에 해당하긴 하지만, 하늘의 모든 퀘이사가 균일하게 분포해 있다는 점을 주목해야 한다. 즉, 수백만 광년당 하나의 퀘이사가 엄청난 구조를 만든다는 것은 매우 신빙성 없다. 따라서 나다투르가 발견한 군집과 함께, 초거대퀘이사군의 발견은 거짓양성 발견, 또는 구조 발견의 오류로 불리며, 최종적으로 초거대퀘이사군이 실존하는 구조가 아니라는 결론에 이른다.
그럼에도 불구하고, 클로즈 등은 구조의 실존성을 독자적으로 뒷받침하는 Mg II 흡수체(한 번 이온화된 마그네슘 가스, 먼 은하를 탐사하는데 흔히 사용된다)의 동시 존재를 발견했다. Mg II 가스는 초거대퀘이사군이 거짓양성 발견보다는 질량의 과대측정과 연관되어 있음을 암시한다. 이 점에 대해서는 반대 논문에 의한 논란이 없다.
몇몇 의문점이 구조의 발견에서 제기되었다. 이는 그 영역에서 클로즈가 어떻게 퀘이사의 군집을 관측한 것인지도, 그가 어떻게 그 영역에서 퀘이사의 어떤 상관관계를 발견한 것인지도 아니다. 이 구조 뿐만 아니라 다른 거대퀘이사군도 실존 구조가 전혀 아닌 것인지에 대한 의문이다.
초거대퀘이사군의 실존성에 관한 뒷받침은 Hutsemékers 등의 연구를 통해 이루어진다. 2014년 9월, 이들은 초거대퀘이사군의 퀘이사의 편광을 측정하여 500 Mpc보다 큰 규모에서 편광 벡터의 "주목할 만한 연관성"을 발견했다.

## 같이 보기
- 은하 필라멘트
- 슬론 장성
- 물고기자리-고래자리 복합 초은하단
- CfA2 장성
- 헤라클레스자리-북쪽왕관자리 장성

## 더 읽어보기
- Clowes, Roger G.; Harris, Kathryn A.; Raghunathan, Srinivasan; Campusano, Luis E.; Soechting, Ilona K.; Graham, Matthew J. (2013년 1월 11일). “z ~ 1.3의 초기 우주에서 R-W concordance cosmology의 균질성 규모를 넘는 구조”. 《왕립천문학회 월간보고》. Bibcode:2012arXiv1211.6256C. doi:10.1093/mnras/sts497.